# Tête de Moine
Tête de Moine (hrv. redovnikova glava) (Švicarska) je autohtoni tvrdi sir koji se proizvodi u domaćinstvima kantona Jure i to u sljedećim kotarima: Franches Montagnes, Moutier, Porrentruy und Courtelary. 

## Povijest
Podrijetlo je iz 12. stoljeća iz samostana Bellelay.

## Vanjske poveznice
Službena stranica